# Norwegischer Raketenzwischenfall
Der norwegische Raketenzwischenfall, auch bekannt als Black Brant Scare, ereignete sich am 25. Januar 1995, als ein Team aus norwegischen und US-amerikanischen Wissenschaftlern eine vierstufige Black-Brant-XII-Forschungsrakete von der Forschungsbasis auf der Insel Andøya an der nordwestlichen Küste Norwegens startete. Die Rakete, die wissenschaftliche Geräte zum Studium der Aurora Borealis über Spitzbergen mitführte, flog dabei in einer hohen nördlichen Bahn auch in einen bekannten Luftkorridor, der sich von den Minuteman-III-Atomraketensilos im US-Bundesstaat North Dakota bis zur russischen Hauptstadt Moskau erstrecken würde.

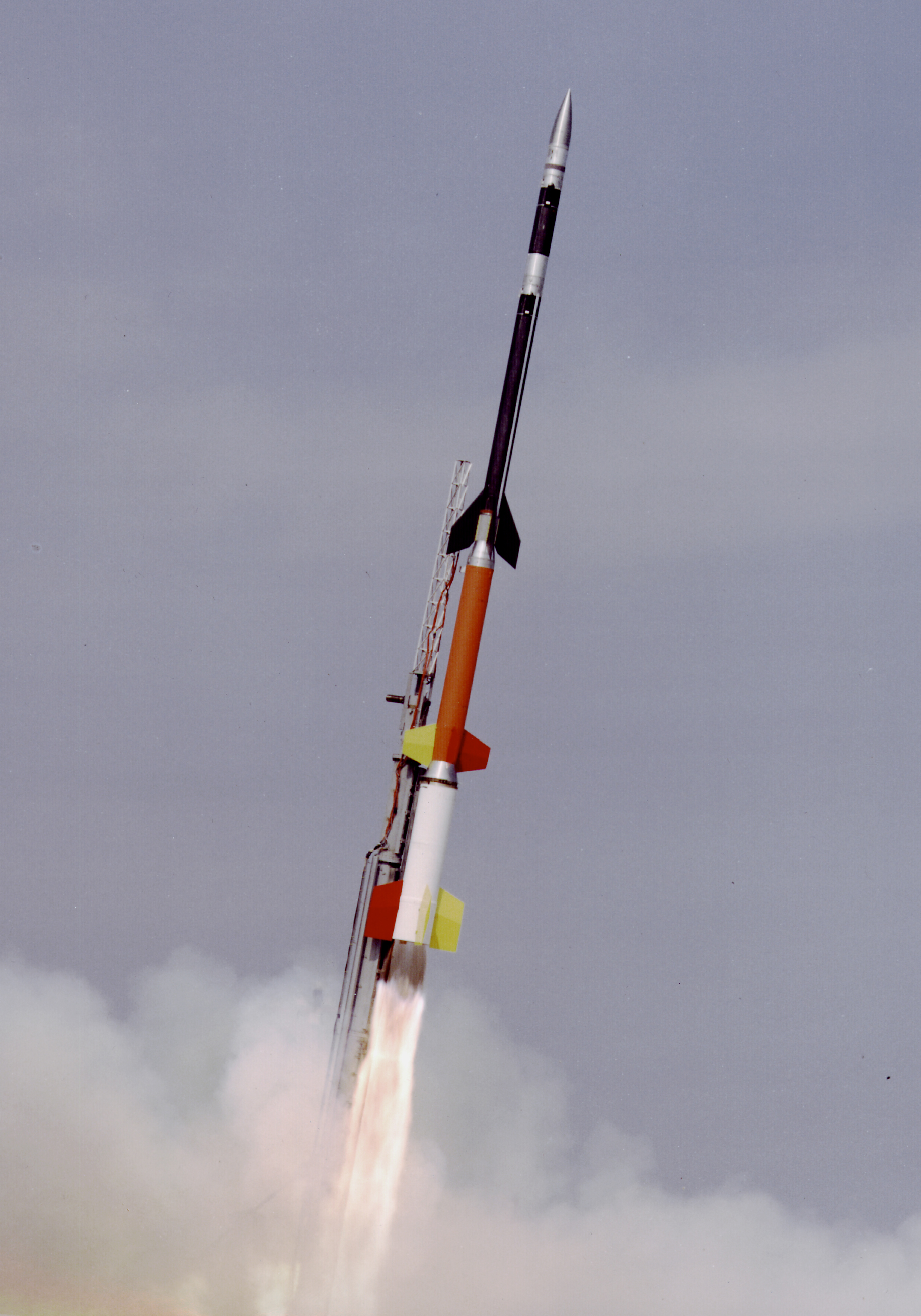
Eine Black-Brant-XII-Rakete wie diese verursachte den Raketenzwischenfall.

Während des im Voraus Russland bekannt gemachten Fluges erreichte die Rakete schließlich eine Höhe von 1.453 km (903 Meilen), ähnlich einer U-Boot-gestützten US-Navy-Tridentrakete. Dies führte dazu, dass nicht über den Forschungsflug informierte russische Radartechniker die russischen Nuklearstreitkräfte in höchste Alarmbereitschaft versetzten, da sie einen nuklearen Höhenangriff befürchtete, der das russische Radar blenden könnte. In der Folge wurde der Nuklearwaffenkoffer zum russischen Präsidenten Boris Jelzin gebracht. Dieser musste nun entscheiden, ob ein nuklearer Vergeltungsschlag gegen die Vereinigten Staaten gestartet würde.

## Hintergrund
Der norwegische Raketenzwischenfall führte zu wenigen Minuten nuklearer Spannungen, die sich annähernd vier Jahre nach dem Ende des Kalten Kriegs abspielten. Nicht so bekannt wie die Kuba-Krise vom Oktober 1962 (oder der Nuklear-Fehlalarm von 1983, der noch Geheimsache war), wird der 1995er-Zwischenfall für einen der ernstesten gehalten. Der Zwischenfall von 1995 ereignete sich in der Ära nach dem Kalten Krieg, als viele Russen noch sehr misstrauisch gegenüber den USA und der NATO waren. Im Gegensatz dazu hatte sich die Kuba-Krise vom Oktober 1962 viel länger aufgebaut.

## Erfassung
Als die Black-Brant-XII-Rakete Höhe gewann, wurde sie von der Frühwarnradarstation Olenegorsk in der Oblast Murmansk, Russland, entdeckt. Für die Radartechniker erschien die Rakete in Geschwindigkeit und Flugmuster einer U-Boot-gestützten U.S. Navy-Tridentrakete ähnlich, was dazu führte, dass das russische Militär anfangs die Raketenflugbahn als Vorläufer eines möglichen Angriffs von U-Booten missinterpretierte.

### EMP-Raketenszenario
Eine Möglichkeit war, dass die Rakete eine einzelne radarblockierende EMP-Rakete gewesen war, die von einer Tridentrakete auf See gestartet worden war, um das russische Radar zu blenden als ersten Schritt zu einem Überraschungsangriff. In diesem Szenario verursacht die Gammastrahlung einer Nuklearexplosion in großer Höhe einen sehr hochintensiven elektromagnetischen Puls, der das Radar verwirren und elektronische Ausrüstung unbrauchbar machen würde. Danach würde in diesem Szenario der eigentliche Angriff starten.

### Nach der Stufentrennung
Nach der Stufentrennung erschien der Raketenstart auf dem Radar ähnlich einem Mehrfachsprengkopf (MRV). Das russische Kontrollzentrum erkannte nicht sofort, dass die norwegische Forschungsrakete Richtung Meer flog, statt nach Russland. Das Verfolgen der Flugbahn dauerte acht Minuten, in denen entschieden werden musste, ob ein nuklearer Gegenschlag auf einen kommenden Angriff gestartet werden würde (Trident-U-Boot-Raketen aus der Barentssee könnten Russlands Festland in zehn Minuten erreichen).

## Reaktion
Dieses Ereignis löste einen vollen Alarm aus, der durch die militärische Kommandokette bis zu Präsident Boris Jelzin weitergeleitet wurde. Dieser wurde sofort unterrichtet und der „nukleare Aktenkoffer“ (in Russland als Tscheget bekannt) zur Autorisierung nuklearer Starts automatisch aktiviert. Jelzin aktivierte seine „Nuklearschlüssel“ zum ersten Mal. Es wurde keine Warnung irgendeines Zwischenfalls an die russische Bevölkerung ausgesprochen; der Vorfall wurde in der folgenden Woche in den Nachrichten mitgeteilt.
Als eine Folge des Alarms wurden die russischen U-Boot-Kommandanten angewiesen, in Kampfbereitschaft zu gehen und die nukleare Vergeltung vorzubereiten.
Nach einer Weile konnten russische Beobachter erkennen, dass die Rakete sich vom russischen Luftraum entfernte und keine Bedrohung darstellte. Die Rakete fiel 24 Minuten nach dem Start wie geplant bei Spitzbergen zur Erde.
Der norwegische Raketenzwischenfall war der erste und einzige Vorfall, bei dem eine Nuklearmacht ihre Atomkoffer aktiviert und für einen Angriff vorbereitet hatte.

## Vorherige Bekanntmachung
Die norwegischen und US-amerikanischen Forscher hatten die Regierungen von dreißig Ländern, einschließlich Russland, von ihrer Absicht, ein Höhenforschungsexperiment an Bord einer Rakete zu starten, in Kenntnis gesetzt. Allerdings wurde diese Information nicht an die Radartechniker weitergegeben. In der Folge des Vorfalls wurden die Unterrichtungs- und Bekanntmachungsprotokolle überprüft und überarbeitet.